# Robert Carr (homme politique)
Pour les articles homonymes, voir Robert Carr et Carr.
Leonard Robert Carr, baron Carr de Hadley, (11 novembre 1916 - 17 février 2012) est un homme politique conservateur britannique qui est ministre de l'Intérieur de 1972 à 1974. 

## Biographie
Robert Carr fait ses études à la Westminster School et au Gonville and Caius College, Cambridge, où il étudie les sciences naturelles, diplômé en 1938. Après ses études, il applique ses connaissances en métallurgie chez John Dale & Co, l'entreprise familiale d'ingénierie des métaux. Un problème au poumon l'empêche de participer à la guerre, mais son entreprise se spécialise dans la construction de pièces pour des bombardiers Lancaster. 
Il est élu député de Mitcham en 1950 et occupe le siège jusqu'en 1974, lorsqu'il est fusionné avec celui de Carshalton. 
Dans le gouvernement d'Edward Heath, il est Secrétaire d'État à l'Emploi et responsable de la modernisation de la loi de 1971 sur les relations professionnelles, qui équilibre l'introduction d'une indemnisation pour licenciement abusif avec des restrictions à la liberté de grève et à la quasi-abolition des accords de Closed shop. La loi de 1971 sur les relations professionnelles est profondément détestée par les syndicats dont l'action revendicative conduit à la Grève des mineurs britanniques de 1974 et finalement à la défaite du gouvernement. Le Parti travailliste victorieux a rapidement abrogé la loi sur les relations professionnelles, la remplaçant par sa propre loi de 1974 sur les syndicats et les relations de travail qui, tout en supprimant les dispositions "offensives", a effectivement repris le reste de la loi de 1971 de Carr. 
En 1971, Carr échappe à un attentat lorsque le groupe anarchiste The Angry Brigade fait exploser deux bombes devant sa maison. Plus de trente ans plus tard, un membre du groupe a présenté des excuses publiques à Carr et lui a envoyé une carte de Noël. 
En 1972, Carr est Lord président du Conseil et ensuite ministre de l'Intérieur après la démission de Reginald Maudling. Après sa défaite au premier tour de la course à la direction des conservateurs de 1975, Edward Heath demande à Carr de «reprendre les fonctions de chef» jusqu'à ce qu'un nouveau chef soit élu. 
Il est créé pair à vie en tant que baron Carr de Hadley, de Monken Hadley, au nord de Londres, en 1976. 
Il est décédé le 17 février 2012 à l'âge de 95 ans. Il est enterré dans le cimetière de l'église St. Peters, dans le village de Farmington, dans le Gloucestershire. 